# Lene Hau
Lene Vestergaard Hau (Vejle, 13 de novembro de 1959) é uma matemática e física dinamarquesa.
Em 1999 conduziu uma equipe da Universidade de Harvard que conseguiu em retardar um feixe de luz a aproximadamente 17 metros por segundo e, em 2001, conseguiu parar, momentaneamente, um feixe. Conseguiu isto usando um superfluido.
Recebeu seu grau de Doutora da universidade de Aarhus, Dinamarca em 1991. Em 1999 aceitou uma nomeação, por dois anos, em pós-doutorado em Física na universidade de Harvard. Sua formação é em física teórica mas, por seu interesse, mudou para pesquisa experimental em um esforço para criar um novo campo de pesquisa sobre o condensado de Bose-Einstein. Em 1991 foi para o instituto Rowland para a ciência em Cambridge como um membro científico da equipe de funcionários.
Desde 1999 tem sido professora de Física Aplicada em Harvard.
As contribuições científicas e de serviço da Dra. Hau foram reconhecidas com as honras que incluem o MacArthur Fellow 2001-2006; a concessão de NKT, concedida pela sociedade física dinamarquesa, 2001; a medalha Ole Rømer, concedida pelo presidente da universidade de Copenhagen, 2001; um Grau Honorario, Æreshåndværker Kjøbenhavns Håndværkerforening, concedido na presença de sua Majestade, rainha Margarethe II da Dinamarca, Copenhagen, 2001; recebeu a concessão de Samuel Friedman, concedido pela fundação de Friedman, universidade de Califórnia, Los Angeles, 2001; recebeu a concessão do ano 2000 da fundação superior da Dinamarca, Copenhagen, 2000; e outros.
Lene Hau foi agraciada recentemente com uma nomeação honoraria a Academia Dinamarquesa Real de Ciências.